# 3º Reggimento elicotteri per operazioni speciali "Aldebaran"
Il 3º Reggimento Elicotteri Operazioni Speciali "Aldebaran" (3° REOS o REOS) è un reggimento elicotteri dell'Esercito Italiano, inquadrato come unità di supporto operativo per operazioni speciali. È alle dipendenze del Comando Aviazione dell'Esercito.
Il reggimento è stato costituito presso l'aeroporto “T. Fabbri” di Viterbo il 10 novembre 2014, dalla riconfigurazione del 26º Gruppo Squadroni REOS Aviazione dell'Esercito "Giove", al fine di sviluppare una sempre maggiore capacità operativa a supporto delle forze speciali italiane e poter operare nei nuovi scenari.

## Storia

### Le origini
Il 39º Gruppo squadroni della cavalleria dell'aria "Drago" nasce il 24 luglio 1964 all'Aeroporto di Alghero-Fertilia dove veniva costituita una Sezione Aerei Leggeri (S.A.L.) a supporto di operazioni speciali e dipendente direttamente dal Raggruppamento Unità Speciali.
Nel novembre 1989 l'unità viene elevata al rango di Gruppo Squadroni "Drago" assumendo in forza gli elicotteri AB412, e sciolta nel 2000. Dal 1º settembre 2001 il 1º Reggimento della Cavalleria dell'Aria "Antares", allinea tra i suoi reparti il 26º Gruppo Squadroni Aviazione dell'Esercito "Giove", stanziato sulla base di Pisa-San Giusto e già inquadrato alla Brigata paracadutisti "Folgore".

### Il 26º REOS "Giove"
Il 26º Reparto Elicotteri per le Operazioni Speciali (REOS) "Giove" , fu costituito nel 2002 dalla fusione del 26º Gruppo squadroni "Giove" di Pisa (già appartenente alla Brigata paracadutisti "Folgore"), del 51º gruppo squadroni "Leone" di Viterbo e il 39º gruppo squadroni "Drago" di Alghero,  e inquadrato fino al 2012 nel 1º Reggimento AVES "Antares".
Il 26º REOS era articolato su un gruppo squadroni composto da due squadroni di volo (uno operante su elicottero CH-47 e l'altro su elicotteri AB-412 e NH-90); al fine di assicurare la necessaria autonomia operativa e logistica, era dotato di una sezione O.A.I., di una sezione logistica e di uno squadrone mantenimento.
In questa configurazione,  prese parte alla missione "Antica Babilonia" in Iraq dal novembre 2003 al marzo 2004. Da allora gli equipaggi del REOS, inquadrati nell'ambito delle Task force dell'AVES, vennero impiegati quale componente aerea dedicata ad operare a favore delle Forze Speciali impiegate nel teatro operativo irakeno e in quello afghano.

### Il 3º Reggimento
Il 10 novembre 2014, con la costituzione del Comando delle forze speciali dell'Esercito (COMFOSE), lo Stato Maggiore decise di elevare il REOS a livello di reggimento, a seguito di uno specifico progetto teso ad adeguare la capacità operativa alle nuove esigenze nazionali e internazionali, e lo pone alle dipendenze di impiego del COMFOSE.
Il 19 novembre 2014 assunse la bandiera di guerra appartenuta fino al 1998, anno di scioglimento del reparto, al 3º reggimento AVES "Aldebaran" di Bresso (MI) e poi custodita presso il Sacrario delle Bandiere del Vittoriano.
In ambito NATO è qualificato come Special Operations Air Task Group.
Nell'ottobre 2016 dal COMFOSE passa alle dipendenze del Comando Aviazione dell'Esercito, sotto l'impiego operativo del Comando delle forze operative terrestri (COMFOTER COE).

## Missione
Il 3° REOS "Aldebaran" è il reparto dell'AVES, composto da personale specificamente formato, particolarmente addestrato ed equipaggiato per assicurare, prioritariamente nell'ambito delle operazioni speciali, un'adeguata capacità di manovra nella 3ᵃ dimensione, al fine di supportare le attività militari della componente terrestre e/o interforze, ovvero contribuire a conseguire obiettivi militari di rilevanza politico-militare, strategico-militare o del livello operativo per la tutela degli interessi nazionali, in ogni contesto operativo.

## Organizzazione
Organizzazione del Reggimento:
- Comando di Reggimento
- Ufficio Maggiorità e Personale
- Ufficio Operazioni Addestramento, Informazioni e Computer
- Ufficio Logistico
- Sezione Sicurezza Volo
- Sezione Pubblicazioni Tecniche e Sistema Gestione Qualità Manutentiva
- 26º Gruppo Squadroni "Giove"
  - Comando
  - 261º squadrone ETM1
    - 2 sezioni su CH-47

  - 262º squadrone ESC5
    - 3 sezioni HH-412A

  - 263º squadrone ETT
    - 3 sezioni UH-90A
- Gruppo Squadroni di Sostegno 
  - Squadrone Mantenimento Velivoli
  - Squadrone Comando e Supporto Logistico

### Comandanti
- Col. Andrea Di Stasio (10 novembre 2014 - 8 giugno 2017)
- Col. Nicola Basti (9 giugno 2017 - 29 ottobre 2019)[6]
- Col. Loreto Bolla (30 ottobre 2019 - 25 agosto 2022)
- Col. Gianpaolo Rapposelli (26 agosto 2022- in carica)

## Selezione

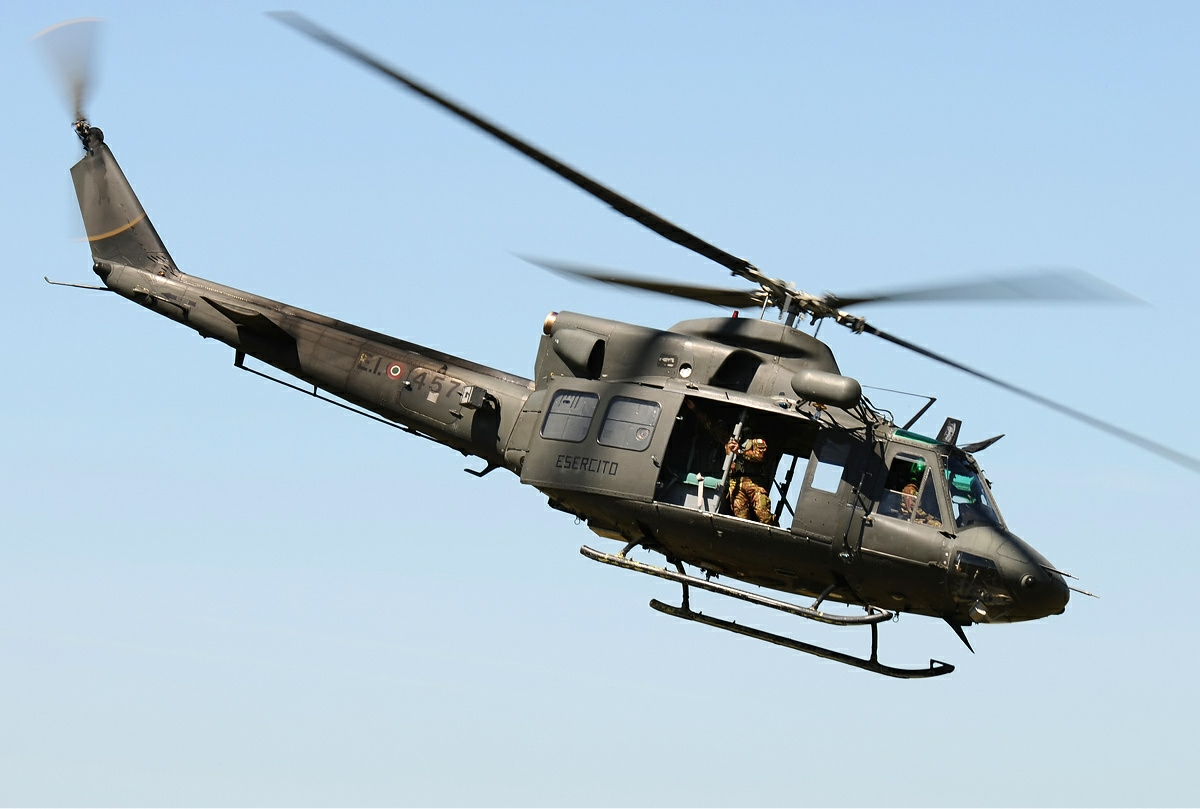
Un Agusta-Bell AB412 Grifone, in dotazione al reparto.

I candidati al reparto vengono scelti attraverso un iter selettivo e un ciclo addestrativo presso il Centro Addestrativo dell'AVES.
Le preselezioni fisiche consistono in una serie di prove valide per l'accesso ai reparti: 9º Reggimento d'assalto paracadutisti "Col Moschin", 185º Reggimento paracadutisti ricognizione acquisizione obiettivi "Folgore", 4º Reggimento alpini paracadutisti "Monte Cervino", e 3° REOS "Aldebaran".

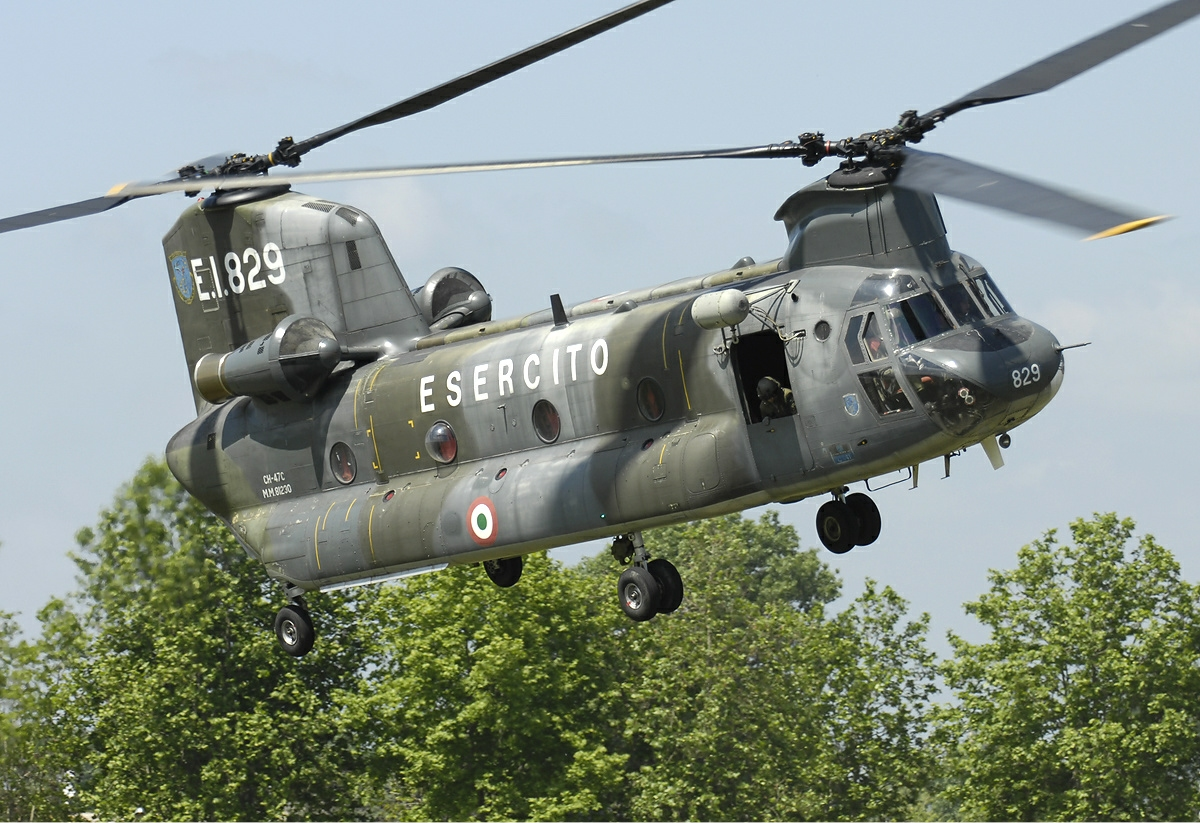
Un Boeing CH-47C Chinook, in dotazione al reparto.

Chi supera le pre-selezioni fisiche è chiamato a frequentare il tirocinio di selezione, seconda fase dell'iter selettivo.
Segue il tirocinio di selezione, della durata di due settimane, mira ad accertare non solo le caratteristiche psicofisiche e la resistenza fisica e mentale allo sforzo prolungato del candidato, ma anche le sue qualità morali e caratteriali.

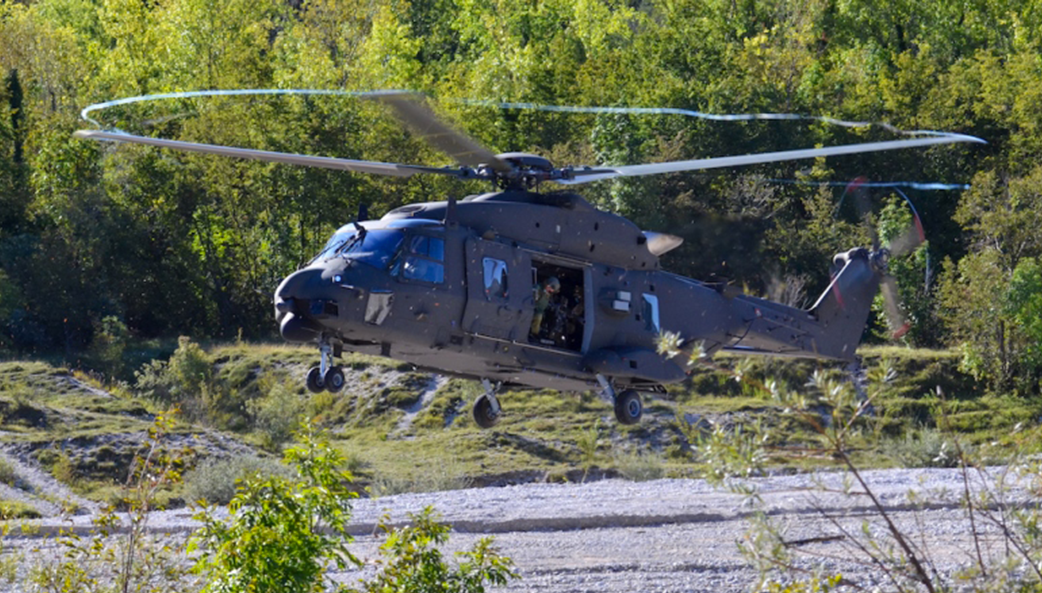
Un UH-90A, del tipo in dotazione al reparto.

Chi supera la preselezione all'idoneità fisica ed il tirocinio, viene ammesso alla frequenza del corso Operatore Basico Operazioni Speciali (OBOS).

### Corso OBOS
Il Corso Operatore Basico per Operatori Speciali (OBOS) è organizzato presso il RAFOS (Reparto addestramento forze operazioni speciali) del 9º Reggimento d'assalto paracadutisti "Col Moschin", per i mitraglieri di bordo, e presso il nucleo FS/FOS del 3° REOS per i piloti e i tecnici operatori di bordo. Il RAFOS tiene 4 corsi OBOS all'anno, e per ogni corso ammette circa 25 allievi, tra aspiranti incursori, ranger, acquisitori, e operatori del REOS. Il corso dura 31 settimane più 2 settimane di esercitazioni ed esami finali, e attualmente è così ripartito:
- 4 settimane dedicate al conseguimento del brevetto di paracadutismo con la fune di vincolo, per chi non è ancora titolare, presso il CAPAR di Pisa
- 8 settimane dedicate alla formazione teorico pratica sulla topografia, le marce topografiche, l'apprendimento delle tecniche di orientamento e di navigazione terrestre
- 15 settimane sulle procedure tecnico tattiche (PTT) delle Forze per operazioni speciali (FOS). La fase PTT per FOS costituisce il cuore della formazione OBOS ed è destinata all'addestramento individuale e di nucleo al combattimento e all'apprendimento delle tattiche e procedure operative standard delle minori unità FOS
- 4 settimane di addestramenti tecnici specifici: sulle trasmissioni, una settimana sulle procedure di pronto soccorso e medicina tattica, e la frequenza di un corso BLS (Basic Life Support)  approfondimenti su armi e tiro (diurno e notturno) e pianificazioni delle operazioni militari
- 2 settimane conclusive con una esercitazione continuativa ed esami finali

### Corso di specializzazione
Gli allievi ritenuti idonei al termine dell'OBOS iniziano la fase di specializzazione, diversa per ogni reparto di destinazione finale.
I candidati a diventare equipaggi del REOS svolgono i seguenti moduli:
- sopravvivenza in ambiente montano innevato
- sopravvivenza in ambiente montano non innevato
- sopravvivenza in ambiente marino
- pianificazione e condotta di missioni di volo con metodi specifici

## Aeromobili in dotazione
Il reggimento ha in organico tre linee di volo su: 
- Agusta-Bell AB 412
- Boeing CH-47 Chinook
- NHIndustries NH90

## Reparti equiparabili
- 21º Gruppo della 1ª Brigata aerea "operazioni speciali"
- 160th Special Operations Aviation Regiment delle forze speciali americane
- Joint Special Forces Aviation wing delle forze speciali inglesi
- 4e Régiment d'hélicoptères des Forces Spéciales delle forze speciali francesi
- 427 Special Operations Aviation Squadron delle forze speciali canadesi
- 171st Aviation Squadron delle forze speciali australiane